# Малый дворец (Париж)
Малый дворец (Пти-Пале, фр. Petit Palais) — бывший выставочный павильон проходившей в Париже в 1900 году Всемирной выставки. 

## История

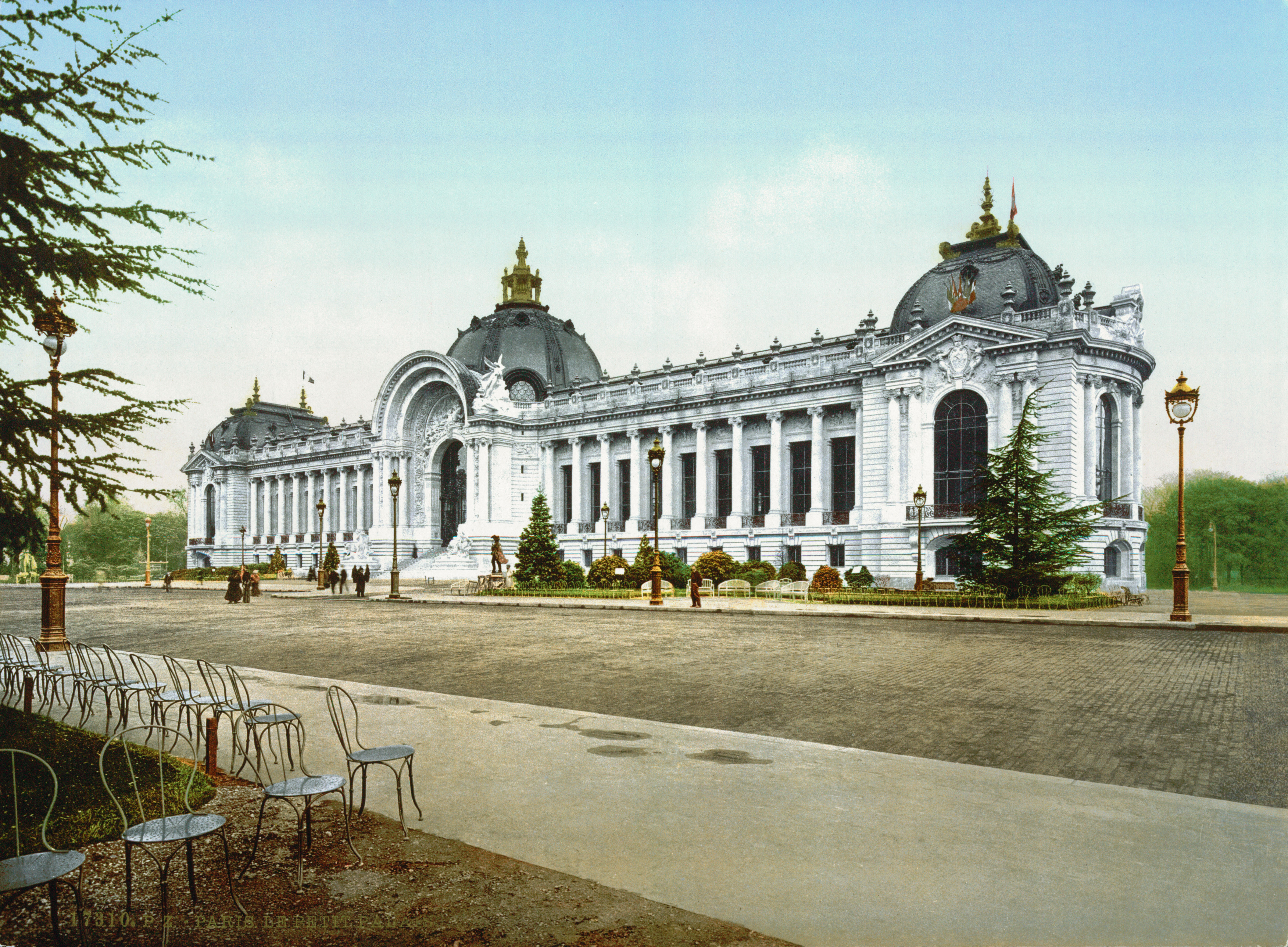
Малый дворец. 1902

Возведён в период с 1897 по 1900 годы. Малый дворец, построенный в стиле бозар, был спроектирован Шарлем Жиро. Его ионический ордер, парадное крыльцо и купол перекликаются с «Домом инвалидов» на другом берегу реки. Тимпан с аллегорией Парижа, окруженного музами над входом в Малый дворец создал около 1900 года скульптор Ж.-А. Энжальбер.
Сейчас в нём находится городской музей изящных искусств (фр. Musée du Petit Palais), включающий коллекции греческого, римского и египетского искусства, предметы эпохи Средневековья и Ренессанса, собрания книг и эмалей, картины голландских и фламандских мастеров XVI и XVII веков, коллекции мебели и гобеленов XVIII века, а также полотна французских художников XIX века, включая работы Делакруа и Сезанна.
Здесь, 3 января 1921 года, провела последние минуты жизни Жанна Луазо — французская писательница, поэтесса, переводчица и феминистка, ярый борец за права женщин и лауреат множества наград и литературных премий; офицер Ордена Почётного легиона.

## Галерея

Шедевры коллекции
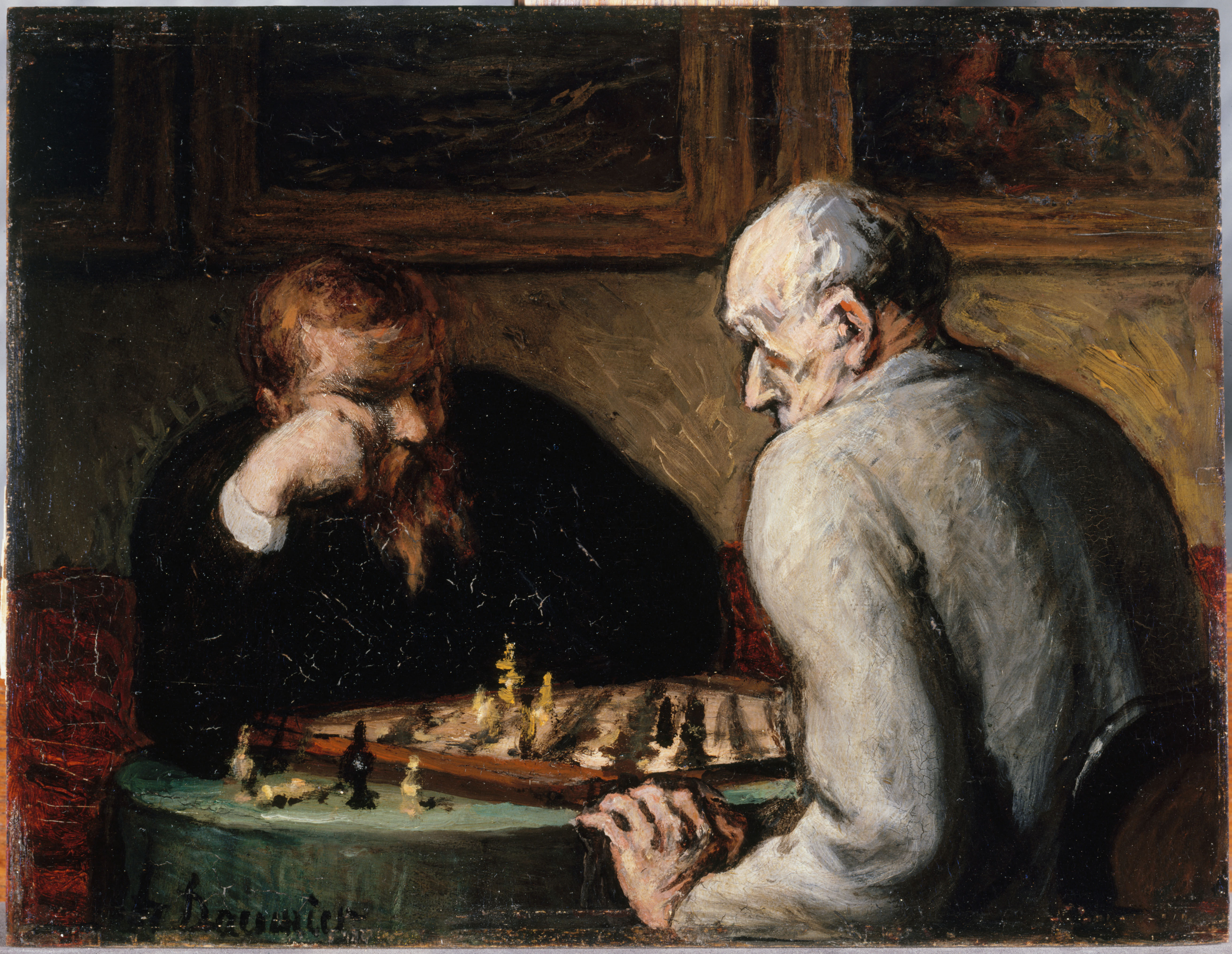
Оноре Домье. Шахматисты. 1863—1867
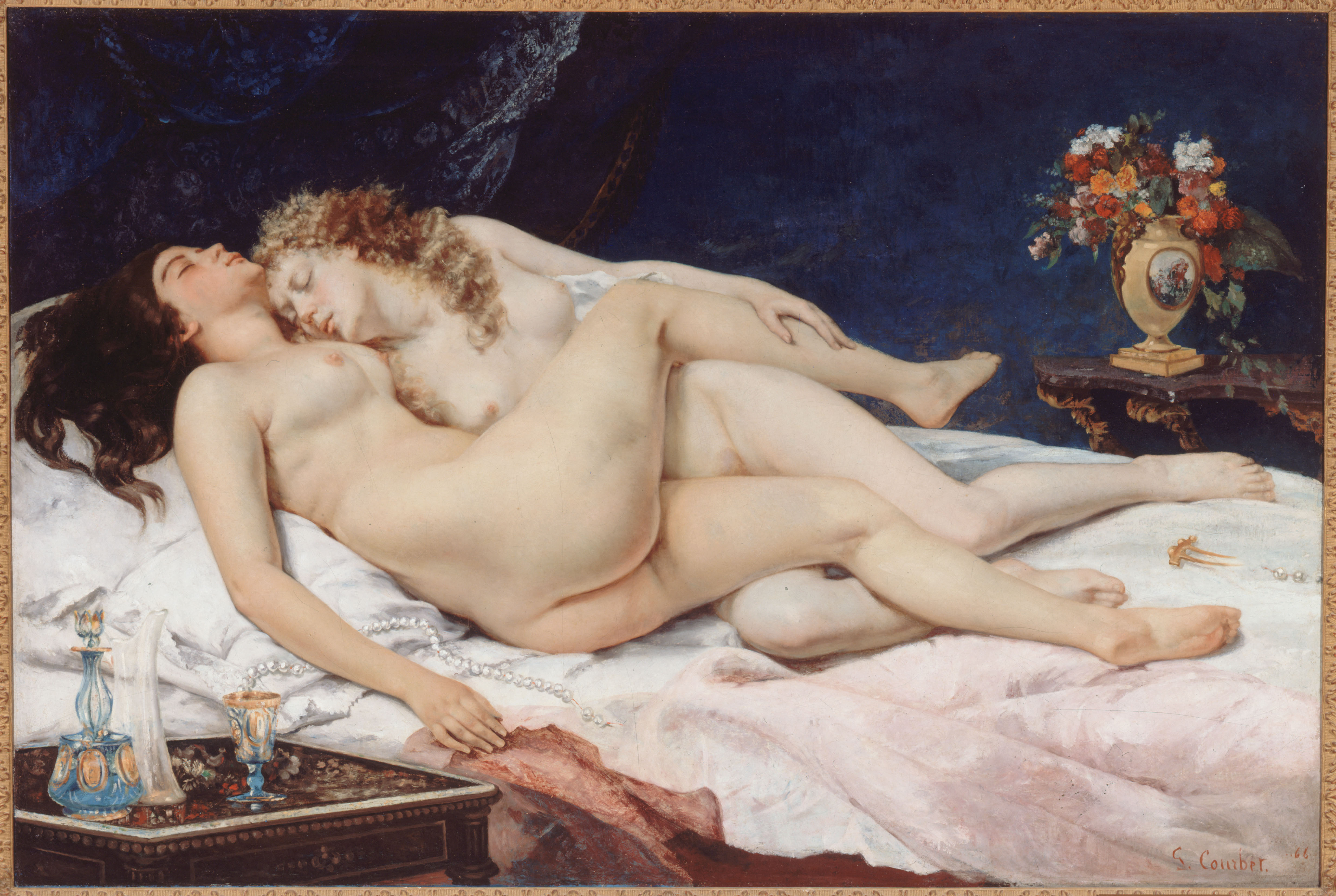
Гюстав Курбе. Спящие. 1866
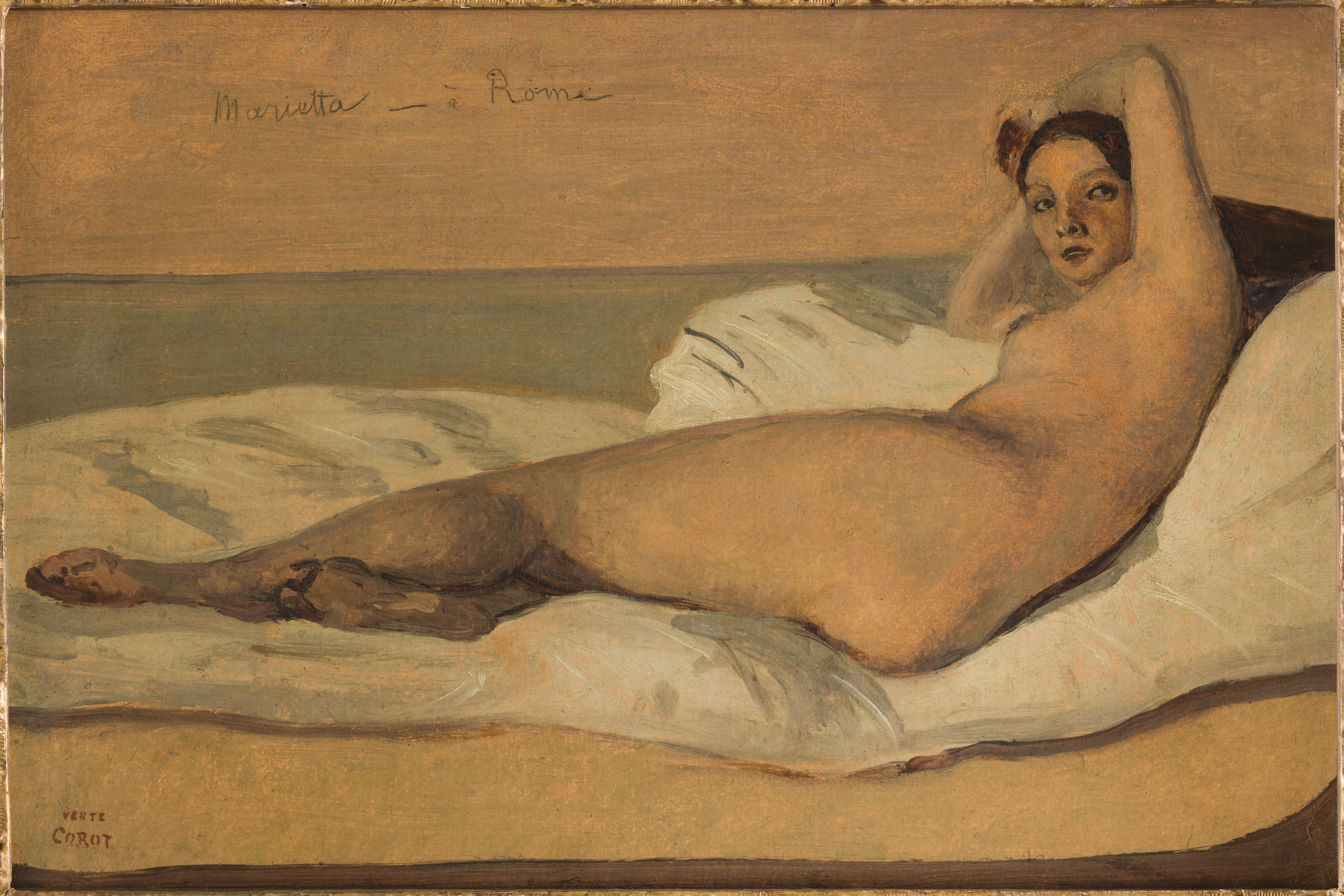
Жан Батист Камиль Коро. Мариэтта (Римская одалиска). 1843
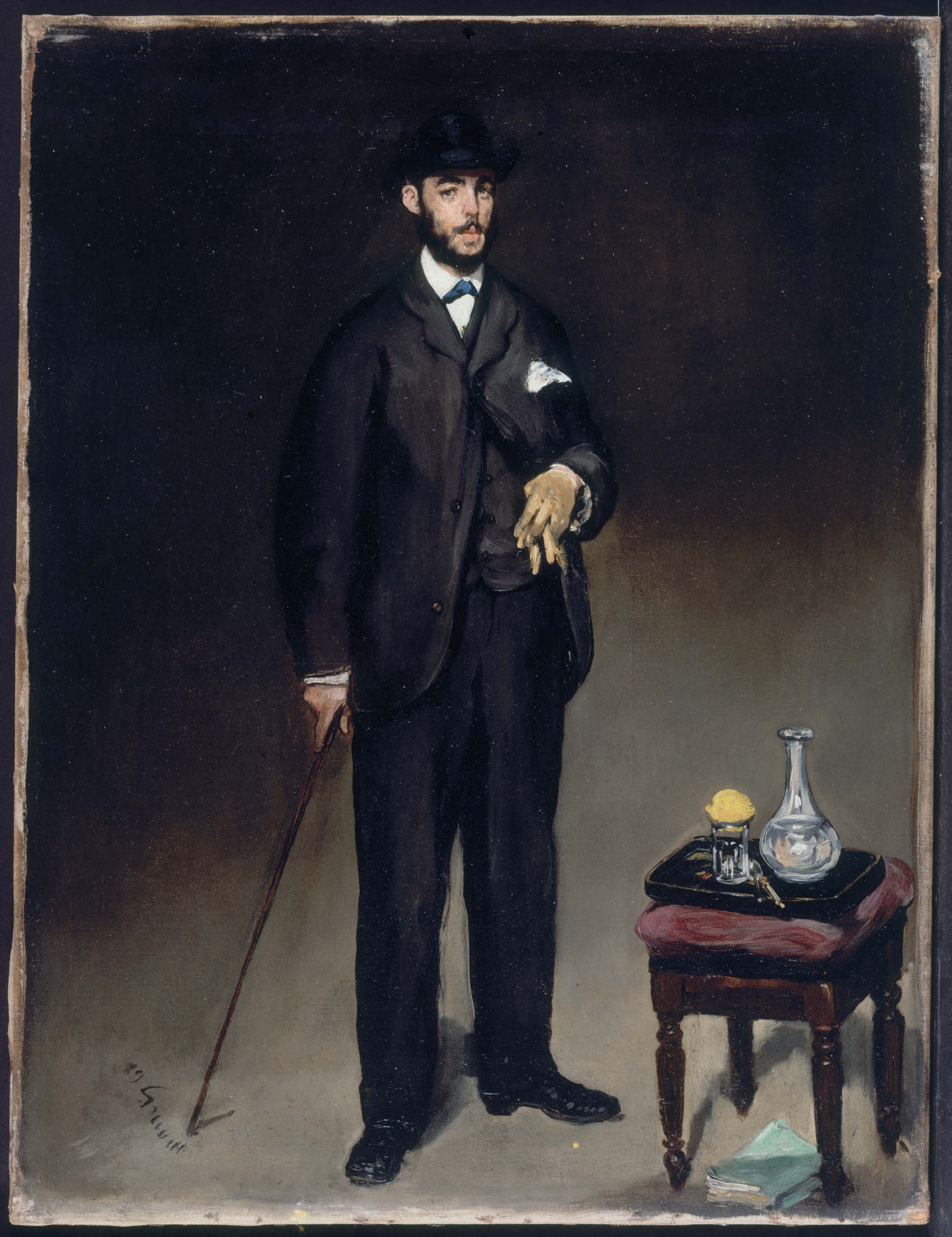
Эдуар Мане. Портрет Теодора Дюре. 1868